# Первая битва при Сакеттс-Харбор
Первая битва при Сакеттс-Харбор (англ. First Battle of Sacket's Harbor) состоялась 19 июля 1812 года между Соединенными Штатами и Британской империей;  это было первое сражение англо-американской войны. В результате этого американские войска отразили нападение на свою морскую базу и находившийся там судостроительный завод.

## Предыстория
Сакеттс-Харбор расположен на юго-восточном берегу озера Онтарио, север штата Нью-Йорк. Это место было центром строительства военных кораблей для Англо-американской войны. Здесь было построено 12 военных кораблей для армии США.  Имея хорошую стратегическую позицию, богатые ресурсы и превосходную естественную гавань, небольшая деревня с населением в несколько сотен человек стала стратегически важным местом, поскольку превратилась в центр морских военных операций. Сразу же после первого сражения деревня и гавань были улучшены и укреплены.

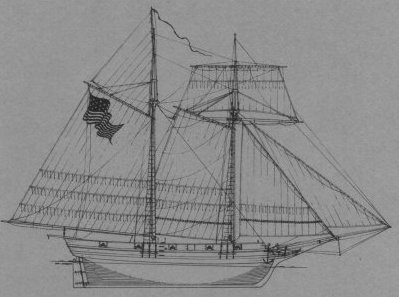
19 июля британцы требовали сдать все американские корабли, находившиеся в Сакеттс-Харбор, в том числе шхуну USS Scourge (Lord Nelson).

19 июля 1812 года американский капитан Меланктон Тейлор Вулси, находясь на борту своего брига Oneida, обнаружил 5 вражеских судов, направляющихся в Сакеттс-Харбор. Британцы, с помощью кораблей «Provincial Marine» (HMS Royal George;(24 орудия), Prince Regent(22 орудия), Earl of Moira(20 орудий), Governor Simcoe (10 орудий) и Seneca (2 орудия)), захватили американский грузовой корабль, посадили на него свой экипаж и отправили на берег с требованием вернуть корабль Lord Nelson, который был захвачен американцами до войны.

## Сражение
Первыми начали стрелять англичане. Их целью стал бриг Oneida, пытавшийся выйти из бухты. Потерпев неудачу, американский корабль вернулся в порт. Британцы продолжали теснить флот США, обстреливая их и не давая им выйти из бухты. Вернувшись в порт, Oneida пришвартовалась таким образом, чтобы один её борт, имевший 9 орудий, был повёрнут к противнику. Орудия, находившиеся на другом борту, были перемещены на бруствер вдоль береговой линии. Ниже был сооружён защитный холм высотой 6 футов (1,8 м).
В порту была поднята тревога. В ближайшие населённые пункты были экстренно разосланы требования выслать подкрепление из ополченцев. Большая часть ополченцев не прибыла вовремя для оказания помощи;  однако к концу дня собралось около 3000 человек местной полиции, но они не вступили в бой. Британские войска получили ложную информацию о количестве артиллерии, находившейся в Сакеттс-Харбор, считая, что американцы имеют в своём распоряжении незначительное количество артиллерийских орудий, неспособное защитить порт. Однако, помимо экипажа брига Oneida, в это время в городе находились силы полка под командованием полковника Беллинджера, добровольческая артиллерийская рота под командованием капитана Кэмпа и солдаты ополчение.
Капитан Вулси, оставив свой бриг в подчинении лейтенанта, принял командование береговыми войсками, 32-фунтовое орудие, предназначенное для брига Oneida, было под командованием рулевого, Уильяма Вогана, а остальные орудия были под командованием капитана Кэмпа. Для стрельбы из 32-фунтового орудия использовались снаряды весом 24-фунта (11 кг). Для ускорения процесса перезарядки орудия было решено перемещать снаряды по специальному ковровому покрытию. К тому времени, когда были приняты эти меры, противник уже подошёл так близко, что мог начать обстрел.
И начался бой;  первый выстрел был произведен из 32-фунтовой пушки, снаряд которой не смог поразить ни один из британских кораблей. На это британцы ответили залповым огнём со своих кораблей, продолжавшийся два часа. Большая часть британских выстрелов были точными. Во время британского обстрела, 9 пушек с борта брига и 32-фунтовое орудие, на пару нанесли большой урон королевскому флоту.
Ближе к концу боя, когда флагман Royal George маневрировал, чтобы произвести еще один залп, 24-фунтовый снаряд попал в его корму, поразив всю её длину и убив восемь человек. Также были серьезно повреждены верхняя мачта и такелаж. Другие британские военные корабли также были повреждены, но насколько сильно, неизвестно. После этого был дан сигнал об отступлении и весь британский флот ушёл на свою базу в Кингстоне. В знак победы, американцы исполнили национальную песню «Янки Дудл», и трижды крикнули «Ура».

## Последствия
24 июля 1812 года генерал Джейкоб Браун приписал успех того дня офицерам Вулси, Беллинджеру и Кэмпу, а также похвалил команду 32-фунтовой пушки. Уильям Воган, командовавший 32-фунтовой пушкой, удостоился чести выстрелить из первого захваченного в этой войне вражеского орудия.

### Доп. Литература
- Homans, Benjamin. The Military and Naval Magazine of the United States, Volumes 1–2. — Thompson and Homans, Washington, 1833. — P. 393.